# Michael Betz (Moderator)
Michael Betz (* 12. August 1959 in Nürnberg) ist ein deutscher Hörfunkmoderator und Sprecher.

## Leben
Michael Betz war von 1990 bis 1995 Programmchef und Moderator bei Radio Charivari Würzburg. Seit 1998 arbeitet er als freiberuflicher Hörfunkmoderator und Sprecher.
Michael Betz zählt zu den meistbeschäftigten Off-Sprechern in Deutschland. Seine Stimme ist in zahlreichen Fernseh- und Hörfunkwerbespots sowie Dokumentationen und Reportagen zu hören. Er ist außerdem die Station-Voice der Fernsehsender ProSieben und 13th Street sowie mehrerer privater Hörfunksender (u. a. Antenne 1, Antenne MV, sunshine live, Energy 104.2).

### Spiele
- 1996: Tomb Raider, als Larson
- 2001: Desperados: Wanted Dead or Alive, als Doc McCoy
- 2002: Mafia, als Luigi
- 2002: Sly Raccoon, als Clockwerk
- 2003: Jak II: Renegade, als Torn
- 2004: Jak 3, als Torn
- 2006: Desperados 2: Cooper’s Revenge, als Doc McCoy
- 2006: God of War (2005), als Ares
- 2006: Gothic 3[2], unter anderem als Zuben
- 2010: God of War III, als Hades
- 2020: Desperados 3, als Doc McCoy
- 2023: Diablo 4, als Lorath Nahr

### Off-Sprecher
- seit 1998: Galileo (ProSieben)
- seit 2011: Die Geissens – Eine schrecklich glamouröse Familie (RTL Zwei)
- seit 2011: Die Wollnys – Eine schrecklich große Familie (RTL Zwei)
- 2017–2020: Grenzenlos - Die Welt entdecken (Sat.1)
- seit 2017: Duell der Gartenprofis (ZDF)